# Mariano Cuartero y Medina
Mariano Cuartero Medina (Fréscano, 22 de marzo de 1813 – Jaro, 16 de julio de 1884) fue un religioso español.

## Biografía
Natural de Fréscano, consta desde 1829 como miembro de la Orden de Predicadores en su convento de Zaragoza, continuando su formación en Ocaña hasta llegar a ser profesor de filosofía. Tuvo al menos una hermana, que fue madre de Reynaldo Brea, famoso escritor carlista.
En 1840 realizó un primer viaje a Filipinas, donde sería profesor de la Universidad de Santo Tomás. En 1844 fue elegido prior del convento de su orden en Manila y al año siguiente predicador general de la misma en Filipinas.  En 1846 fue nombrado asistente del obispo de Cebú.
Con su nombramiento en 1855 como representante de la provincia filipina de la orden ante España y el Papado, regresó a Europa. Pese a ello, dilató su viaje, sustituyendo interinamente al procurador de Macao y no volviendo a España hasta 1857. Residiría entonces en España, primero en Ocaña donde fue rector del colegio de su orden, y posteriormente en San Millán de la Cogolla y Ávila.
Cuando en 1867 se creó la diócesis de Jaro en Filipinas, Cuartero fue designado como su primer obispo. Ordenado mientras aún estaba en Ocaña, viajó a Filipinas y contribuyó a la organización de la diócesis, notablemente supervisando la construcción de la catedral y de un seminario. El territorio de su diócesis era extenso y se conserva una queja al arzobispado de Manila sobre la complejidad de gestionar la diócesis con los recursos del obispado. Desde Filipinas remitió un retrato suyo a la iglesia parroquial de su localidad natal, que fue restaurado en 2004.
A raíz de su labor misionera se familiarizó con la cultura local de su diócesis. En 1878 fue autor de un Arte del idioma bisaya-hiligaino, una de las primeras obras filológicas sobre el idioma hiligueino y solo un par de años posterior al trabajo de Raimundo Lozano sobre el cebuano, de la misma familia bisaya. Fue igualmente autor de una gramática panayana y un diccionario religioso en bisayo (Manag sa Calag). Fue también un colaborador del compendio Flora Filipina y de una enciclopedia local en bisayo (Ang Magtotoon sa Balay).
Falleció en su diócesis el 16 de julio de 1884.